# Maisons historiques de Sens

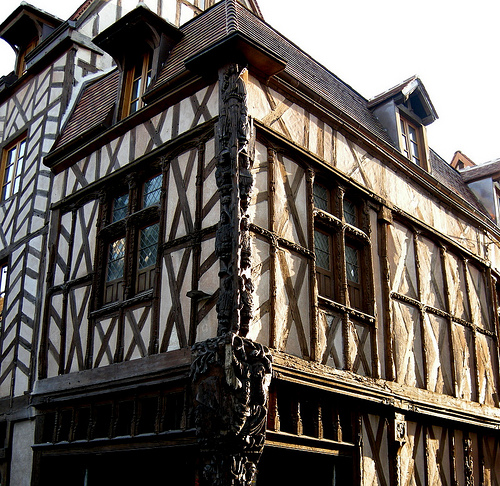
Maison d'Abraham

Cet article dresse une liste de maisons historiques de Sens, dans le département de l'Yonne. Ville riche de plus de deux mille ans d'histoire depuis sa fondation par les Romains, Sens abrite un important patrimoine architectural et culturel. De nombreuses maisons, hôtels particuliers et immeubles sont classés ou inscrits sur la liste des monuments historiques dans le centre-ville historique, notamment pour la période moderne.

## Maison d'Abraham
Cette maison à colombage du XVIe siècle, située à l'angle des rues Jean-Cousin et de la République, construite pour le tanneur Nicolas Mégissier, est l'une des plus anciennes et des plus célèbres de Sens. Elle est aussi appelée maison des Quatre Vents. Un arbre de Jessé sculpté sur le poteau cornier, représente la Vierge et huit rois d'Israël. La dénomination maison d'Abraham semble provenir d'une erreur populaire faisant remonter l'arbre de Jessé jusqu'à Abraham. Les instruments de travail des tanneurs sont sculptés sur les colombages. Cette maison a été inscrite comme monument historique en 1923.

## Maison du Portail

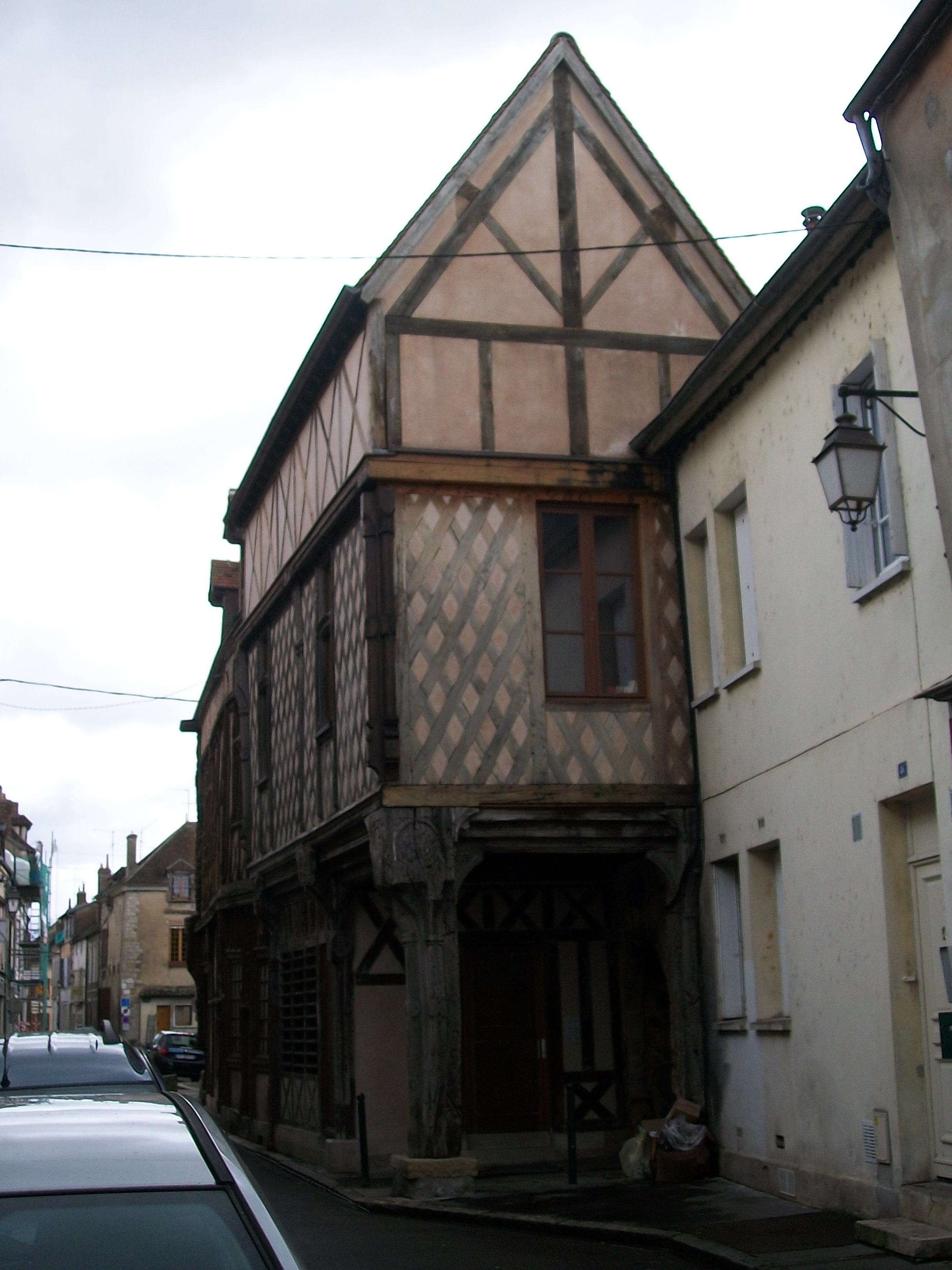
Maison du Portail

Cette maison est aussi l'une des plus anciennes de la ville, située rue Jean Cousin. Construite au XVIe siècle, elle a été inscrite sur la liste des monuments historiques en 1923 pour sa façade et ses toitures.

## Maison Jean Cousin

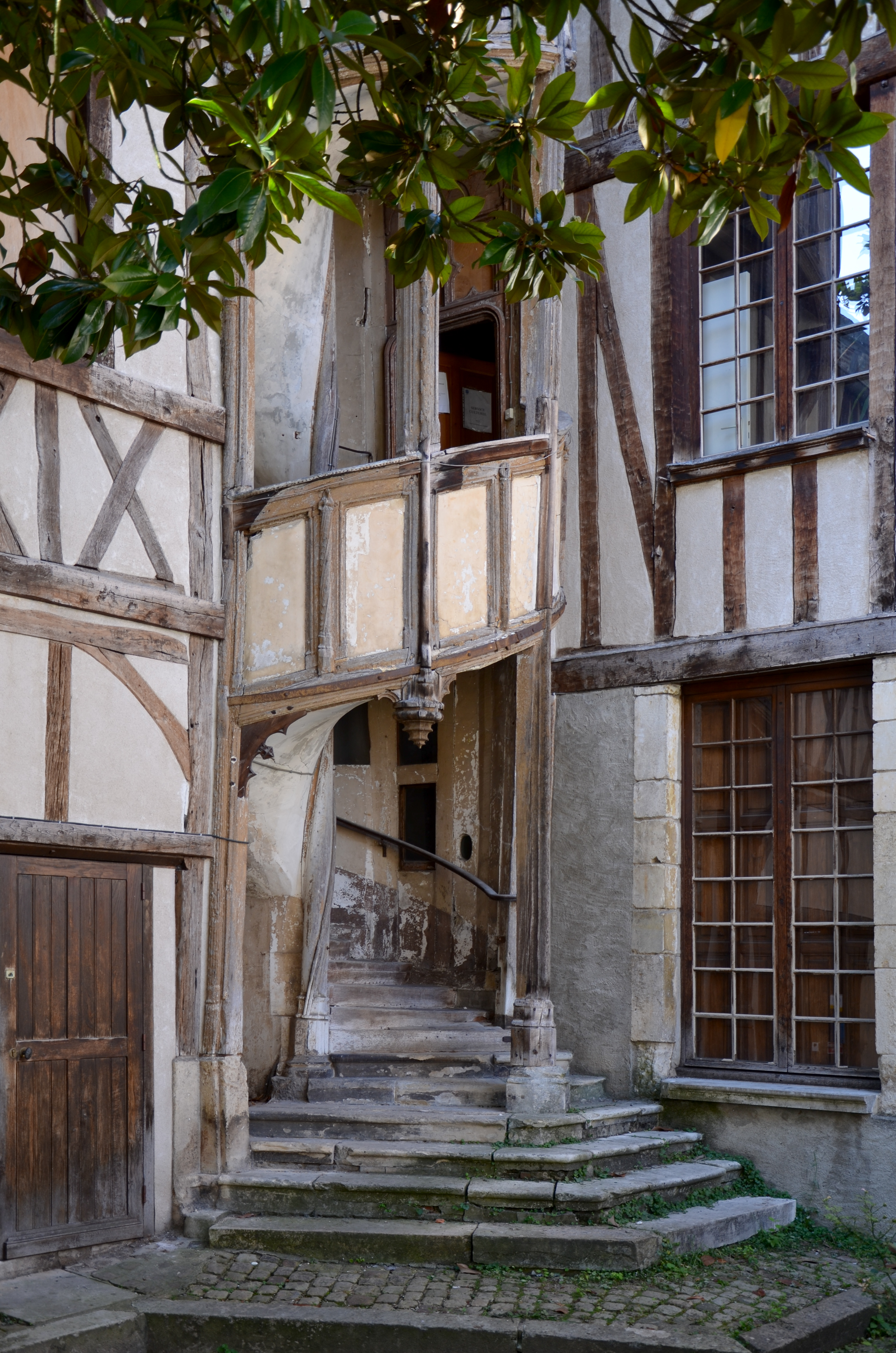
Tourelle de la Maison Jean Cousin

Cette autre maison du XVIe siècle doit son nom au peintre de la Renaissance Jean Cousin (auteur notamment du tableau Eva Prima Pandora, au Louvre), natif des environs de Sens, dont la rue porte le nom, mais qui n'y a jamais habité. Sa tourelle est inscrite aux Monuments historiques depuis 1970. Rachetée par la ville de Sens au XXe siècle, elle est aujourd'hui un musée, lieu d'expositions des Musées de Sens.

## Maison 12 rue Abélard
Cette maison du XVIIIe siècle a été inscrite sur la liste des monuments historiques en 1972 pour sa façade et ses toitures.

## Maison 14 rue Abélard
Cette maison du XVIIIe siècle a été inscrite sur la liste des monuments historiques en 1972 pour sa façade et ses toitures.

## Maison Impasse Abraham et Rue Thénard
Cette maison du XVIIe siècle a été inscrite sur la liste des monuments historiques en 1960 pour sa façade et ses toitures.

## Maison 6 rue Emile Peynot
La porte de cette maison a été inscrite sur la liste des monuments historiques en 1926.

## Maison 18 impasse de l'Epinglier
Cette maison du XVIIe siècle a été inscrite sur la liste des monuments historiques en 1971.

## Maison 46 rue du Général-Allix
La porte monumentale et les vantaux de cette maison ont été inscrits sur la liste des monuments historiques en 1926.

## Maison 58 rue du Général-Allix
La porte avec écusson sculpté de cette maison a été inscrite sur la liste des monuments historiques en 1926.

## Maison 17 rue Jossey
La porte de cette maison a été inscrite sur la liste des monuments historiques en 1926.

## Maison 1 rue Rigault
La porte monumentale de cette maison a été inscrite sur la liste des monuments historiques en 1926.

## Maison 5 rue du Tambour d'Argent
La façade de cette maison a été inscrite sur la liste des monuments historiques en 1926.

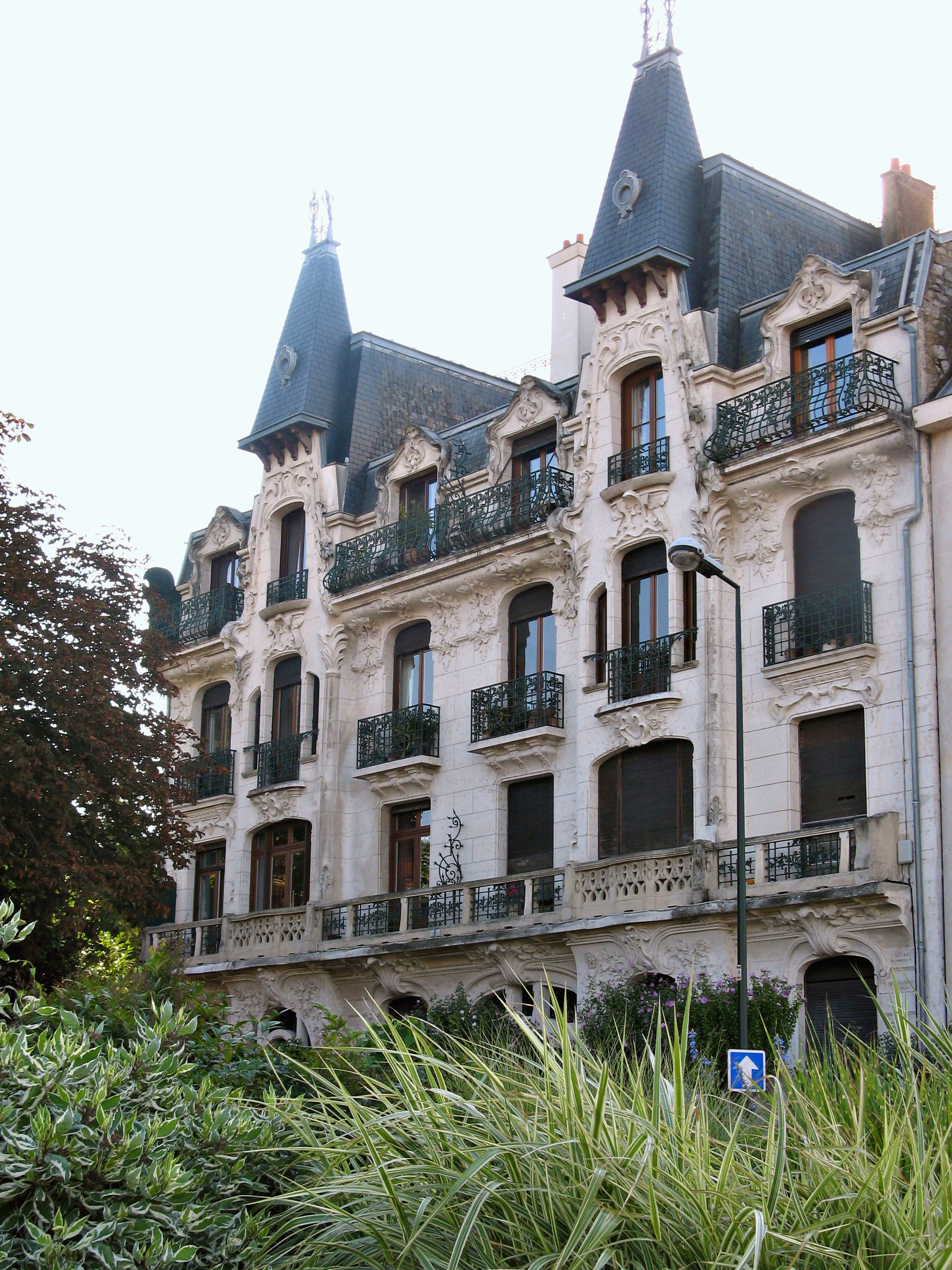
Immeuble art nouveau

## Immeuble boulevard Maupeou
Cet immeuble, situé 2 boulevard Maupeou à Sens, est un très bel exemple d'Art de la Belle Époque et d'Art nouveau à Sens. Construit en 1907, il a été inscrit partiellement comme monument historique en 2013.

## Immeuble rue Thénard
Cet immeuble, situé au 66 de la rue Thénard, est une construction remontant au XIIIe siècle dont le sous-sol a été inscrit aux Monuments historiques en 1972.